# 羅素·馬丁 (棒球運動員)
小羅素·納森·強森·柯爾崔恩·馬丁（英語：Russell Nathan Jeanson Coltrane Martin Jr.，1983年2月15日—）出生於加拿大的東約克（East York），現為引退的美國職棒大聯盟的捕手。

## 小聯盟時期
馬丁是2002年大聯盟選秀會上第17輪第511名被洛杉磯道奇選上的球員。在大學時期馬丁是三壘手，到小聯盟後來轉變成捕手，灣岸道奇（Gulf Coast Dodgers）以後轉為左右開弓的捕手。2004年時，馬丁入選佛羅里達聯盟（Florida State League）的全明星球員，當時為維洛海灘道奇（Vero Beach Dodgers）的球員。

## 大聯盟時期

### 洛杉磯道奇

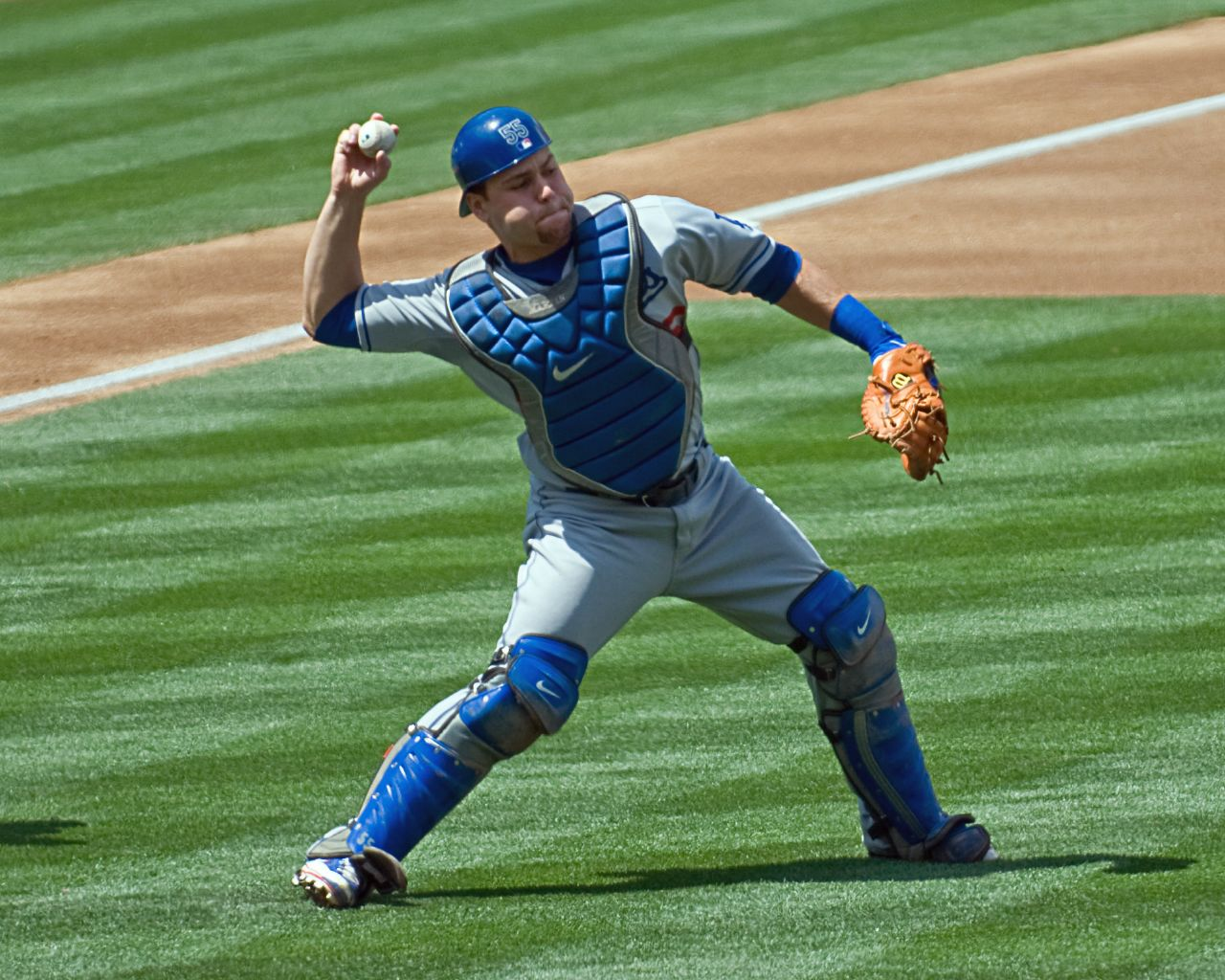
2008年的馬丁。

2006年5月，因捕手Dioner Navarro受傷，馬丁被升上大聯盟。5月5日是他大聯盟初登板，在這場比賽他即擊出2支安打，包括1支二壘安打。5月7日，他從密爾瓦基釀酒人的投手Dave Bush手中擊出大聯盟生涯的第1支全壘打。6月6日，他和艾瑞克·蓋尼耶成為大聯盟歷史上第一個加拿大球員投補組合。6月26日，Navarro被交易到坦帕灣魔鬼魚，而他也成為隊上的主力先發捕手。8月13日在對舊金山巨人的比賽中，他擊出大聯盟的第1支再見全壘打。9月18日對聖地牙哥教士的比賽第9局中，從崔佛·霍夫曼手中擊出全壘打，而且在這場比賽連續4位球員擊出全壘打，而他是其中裡面的第3位，這是1964年以來的明尼蘇達雙城之後，再次有球隊有此表現。
2007年4月21日對匹茲堡海盜的比賽中，馬丁於延長10局的比賽擊出再見滿壘全壘打，這是他生涯的第1發。7月1日，馬丁獲選參加生涯第一次的全明星賽，總共獲得296,948張的選票。今年馬丁共有21次的盜壘成功，超越1962年John Roseboro的紀錄，成為道奇單季盜壘成功最多的捕手。另外在球季結束以後，優異的打擊及守備表現，讓馬丁同時獲得了生涯在國家聯盟第一次的銀棒獎及金手套獎 。
2008年5月2日，馬丁為先發三壘手，這是大聯盟生涯的第1次擔任三壘手。在今年，馬丁獲選參加生涯第二次的全明星賽，這場明星賽，他於第10局時擔任捕手至15局比賽結束，最後是由美國聯盟以4:3獲勝。
2009年1月20日，在馬丁第一年的薪資仲裁，和道奇簽下1年390萬美金的合約。這一年他並參加2009年世界棒球經典賽。在球季結束以後，他繳出0.250打擊率和7發全壘打令人失望的成績。2010年，馬丁在97場比賽中，繳出0.248打擊率、5發全壘打和26分打點的成績，表現也是令人失望。在8月時，在和聖地牙哥教士比賽中弄傷右臀部，球季提前報銷。他說︰「其實膝蓋受傷前我的臀部沒事，但後來可能有互相牽引到，導致身體右半部負荷過大，傷勢才變的更嚴重。而強化右半部肌肉也是我很重要功課」。由於連續兩年的低潮，在2010年球季結束以後，因道奇無法接受馬丁提出的1年500萬+100萬的激勵獎金美金的價碼，選擇不和馬丁續約，讓他成為自由球員（道奇提出1年420萬+150萬的激勵獎金美金）。

### 紐約洋基

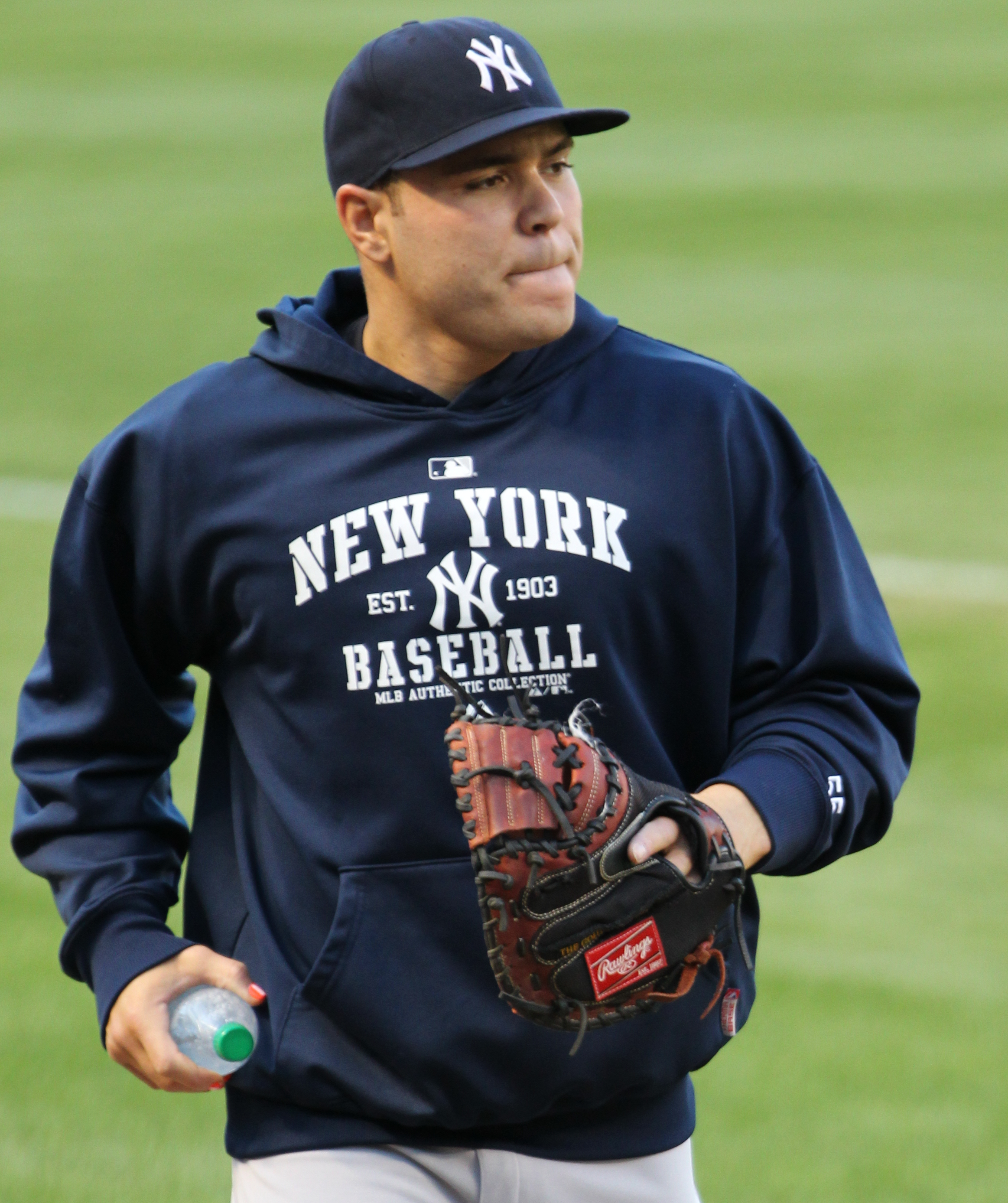
2011年洋基時期的馬丁。

- 2010年12月16日，馬丁和洋基簽下1年400萬+137萬5000千的激勵獎金美金的合約。[18][19]。
- 2011年8月26日出戰運動家隊分別與隊友羅賓森·坎諾、柯蒂斯·格蘭德森締造出單場3發滿貫砲的新紀錄。
- 2011年9月20日對雙城的比賽中，與馬裡安諾·李維拉的搭配下，幫助李維拉以1K無失分無四死的成績，順利拿下生涯第602次救援成功。

### 匹茲堡海盜

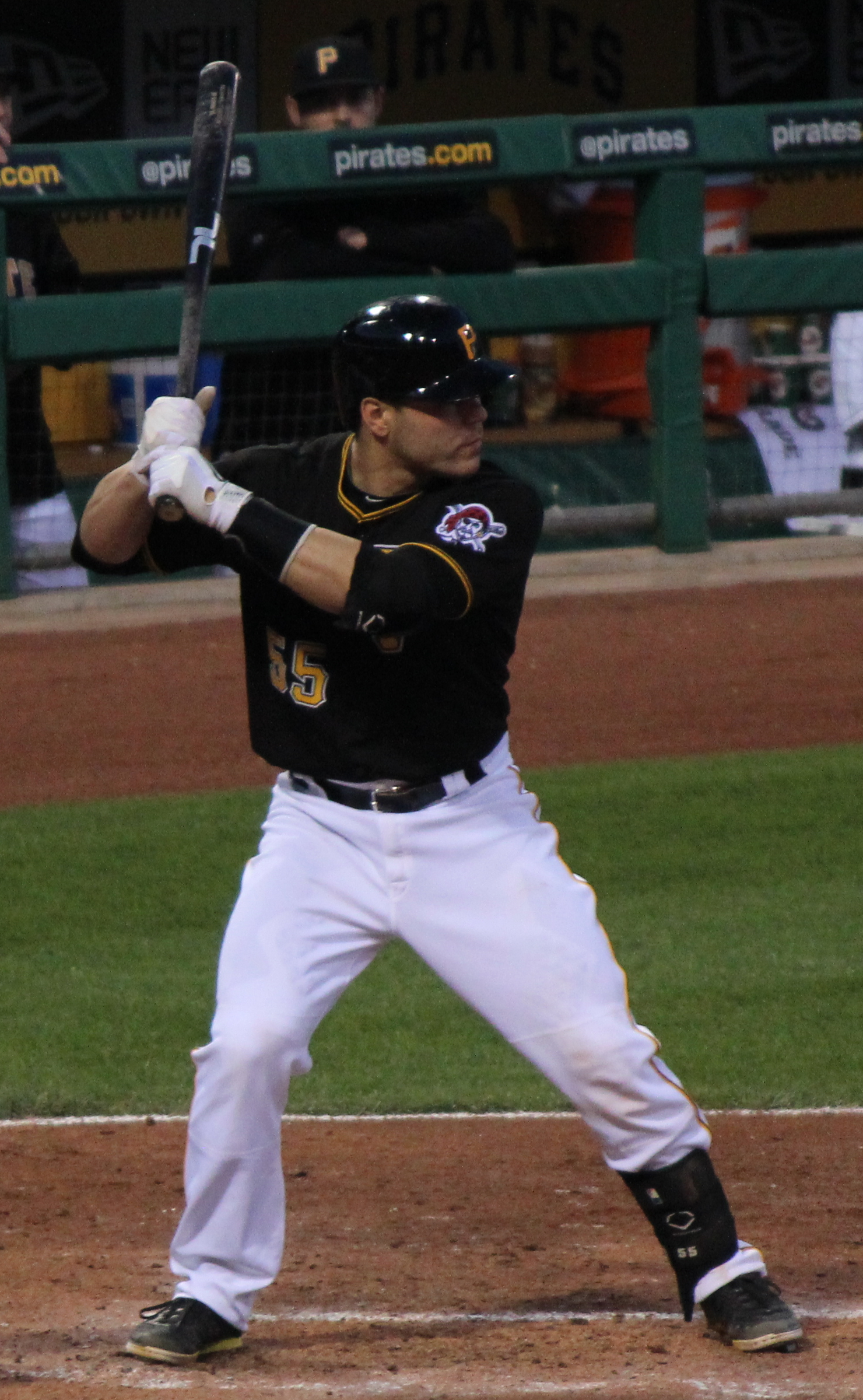
2013年海盜時期打擊的馬丁。

2012年11月30日，馬丁和海盜簽下2年1700萬美金(5.1億台幣)的優渥合約，比洋基願意開出的2年1300萬美金(3.9億台幣)左右的合約高出許多，這也讓馬丁動心，決定離開紐約改當海賊，和前隊友A·J·柏奈特重逢。
話說回來，上個球季海盜已經打出問鼎國聯中區龍頭和重返季後賽的行情了，可惜續航力不佳，最後依然無法殺出重圍。馬丁憑藉著他的球技、豐富經驗和領袖氣質，這群在大聯盟海域打家劫舍的壞蛋們在自家舉行的外卡驟死戰中洗劫辛辛那提紅人，殺入睽違已久的季後賽。
2014年，Russell Martin表現受到肯定，連續2年幫助海盜打進季後賽，因此合約到期後，海盜急欲提出1530萬美元的複數年合約這名主力。
海盜總教練Clint Hurdle表示：「馬丁的貢獻絕非數據上能夠看得出來，事實上他對我們球隊有一些隱形的幫助，這個絕對不是用成績就能證明的，他是我們球隊上第2號人物。」如果Andrew McCutchen是海賊王，那麼馬丁就是航海士了!

### 多倫多藍鳥
2014年11月17日，馬丁與藍鳥簽下五年8200萬美金合約。

## 私人生活
馬丁出生於加拿大的東約克（現居住於多倫多），於8－10歲時，居住在法國的巴黎。之後回到加拿大切爾西魁北克（Chelsea, Quebec）。馬丁的爸爸（Russell Martin Sr.）是非裔加拿大人，而媽媽（Suzanne Jeanson）是法裔加拿大人，是一位歌手和女演員。馬丁的父母在他2歲時就分居。
馬丁的全名是羅素·內森·讓松·柯川·馬丁（Russell Nathan Jeanson Coltrane Martin），其中Jr. Russell這個名字來自於他的爸爸（Russell Martin Sr.）；Nathan來自至於他的曾祖父；Jeanson來自於他的媽媽；Coltrane則是向已經過世的約翰·柯川表示敬意。2009年球季的時候，馬丁改變他球衣的名字為"J. Martin"，J.為Jeanson，以表示對他媽媽的敬意。

## 外部連結
- 球員資訊和成績在MLB ，ESPN ，Retrosheet ，Baseball Reference ，Baseball Reference (Minors) ，Fangraphs ，The Baseball Cube （英文）
- Minor League Splits and Situational Stats （页面存档备份，存于）